# 1829
1829 (số La Mã: MDCCCXXIX) là một năm thường bắt đầu vào thứ Năm trong lịch Gregory.

## Sinh
- 5 tháng 1 – Nguyễn Phúc Miên Thể, tước phong Tây Ninh Quận công, hoàng tử con vua Minh Mạng (m. 1864)
- 9 tháng 4 – Nguyễn Phúc Thụy Thận, phong hiệu Bình Thạnh Công chúa, công chúa con vua Minh Mạng (m. 1907)
- 18 tháng 4 – Nguyễn Phúc Miên Dần, tước phong Trấn Tĩnh Quận công, hoàng tử con vua Minh Mạng (m. 1885)
- 9 tháng 5 – Charles Walter De Vis, nhà động vật học người Úc gốc Anh (m. 1915)
- 16 tháng 10 – Nguyễn Phúc Miên Cư, tước phong Quảng Trạch Quận công, hoàng tử con vua Minh Mạng (m. 1854)
- Không rõ – Hoàng Diệu, quan nhà Nguyễn (m. 1882)

## Mất
- 6 tháng 4 – Niels Henrik Abel, nhà toán học người Na Uy (s. 1802)
- 26 tháng 5 – Nguyễn Phúc Quân, tước phong Quảng Uy công, hoàng tử con vua Gia Long (s. 1809)